# B57 (bombe nucléaire)
Pour les articles homonymes, voir B57 (homonymie).

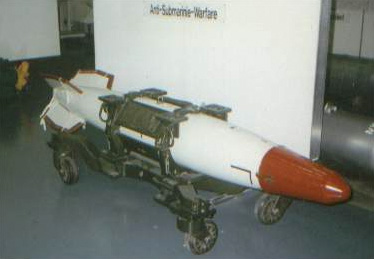
Une bombe B57

La bombe thermonucléaire B57 était une arme nucléaire tactique utilisée par les États-Unis durant la guerre froide à partir de 1963.
Six versions (mods) de cette bombe furent produites dont une anti-sous-marine, développant une puissance s'étalant de 5 à 20 kilotonnes.